# Kaapse otter
De kaapse otter (Aonyx capensis)  is een zoogdier uit de familie van de marterachtigen (Mustelidae). De wetenschappelijke naam van de soort werd gepubliceerd door Schinz in 1821.

## Anatomie
Deze otters hebben een lenig lichaam, een gespierde staart en korte poten. Ze hebben zwemvliezen aan de achterpoten, met aan de derde en vierde teen kleine klauwen. De voorpoten bevatten nagelloze handjes, waarmee ze hun prooi op de tast opsporen en vastgrijpen. De lichaamslengte bedraagt 73 tot 95 cm, de staartlengte 41 tot 67 cm en het gewicht 10 tot 16 kg.

## Leefwijze
Hun voedsel bestaat uit krabben, kikkers en vissen, aan zee ook inktvissen en kreeften. Ze vormen familiegroepjes van een ouderpaar met twee of drie jongen en zijn zeer speels. Ze houden schijngevechten, maken modderglijbanen en achtervolgen elkaar met veel lawaai.

## Voorkomen
De soort komt voor in waterrijke gebieden in Angola, Benin, Botswana, Burkina Faso, Burundi, Kameroen, Centraal-Afrikaanse Republiek, Tsjaad, Ivoorkust, Congo-Kinshasa, Ethiopië, Gabon, Ghana, Guinee-Bissau, Kenia, Liberia, Malawi, Mozambique, Namibië, Niger, Nigeria, Congo-Brazzaville, Rwanda, Senegal, Sierra Leone, Zuid-Afrika, Soedan, Tanzania, Togo, Oeganda, Zambia en Zimbabwe, maar ook aan zeekusten zijn ze te vinden..